# 中国民主同盟黑龙江省委员会
中国民主同盟黑龙江省委员会，简称民盟黑龙江省委，是中国民主同盟在黑龙江省的地方组织。

## 历届委员会

### 第十二届
- 任期：2017年6月－
- 主任委员：赵雨森